# Transcoder
Transcoder is een Belgische alternatieve-rockband, opgericht in 2010 bestaande uit vijf leden: Jan Van Acker (zanger), Steve Lehnen (gitarist), Jonathan Veriez (gitarist), Miguel Wensch (bassist) en Minco De Bruin (drummer).
Steven Van Havere, drummer bij Arid, was reeds snel onder de indruk van de Transcoder sound  en uitnodigde de band uit als voorprogramma voor een Arid concert dat plaatsvond op 19 februari 2011 in de Ancienne Belgique te Brussel..
Kort daarna werd Transcoder door Jasper Steverlinck uitgenodigd  voor het radio- en tv-programma "De Poulains" van StuBru. De band trad op 6 februari in de Ancienne Belgique op. In dit verband mocht Transcoder voor de tweede keer in evenveel jaar de planken van “den AB” op. In November werd  de single “Fading Flame” gelanceerd. In de bijhorende videoclip,  geregisseerd door Alexander Decommere, was een gastrol weggelegd voor radio-en tv presentatrice Roos Van Acker.
De eerste ep “For My Blood”, geproduceerd door Luc Van Acker, kwam uit in februari 2013.

## Invloeden
Op hun officiële website vermeldt de groep muzikale invloeden van onder andere The Stooges, Sonic Youth, Joy Division en Radiohead
Daarnaast vermelden ze ook geïnspireerd te zijn door bluesrock, garagerock, punk, new wave, stonerrock en grunge.